# Єгорова Ольга Миколаївна
Ольга Миколаївна Єгорова (рос. Ольга Николаевна Егорова; нар. 28 березня 1972) — радянська та російська легкоатлетка, яка спеціалізувалася на бігу на середні та довгі дистанції.

## Спортивні досягнення
Фіналістка олімпійських змагань з бігу на 5000 метрів (8-е місце, 2000) та 1500 метрів (11-е місце, 2004).
Чемпіонка світу з бігу на 5000 метрів (2001). Срібна призерка чемпіонату світу з бігу на 1500 метрів (2005).
Чемпіонка світу в приміщенні з бігу на 3000 метрів (2001). Двічі була 6-ю у бігу на 3000 метрів на чемпіонатах світу в приміщенні (1997, 1999).
Переможниця у бігу на 5000 метрів на Кубку світу (2002). Посіла 5-е місце у бігу на 3000 метрів на іншому Кубку світу (1998).
Фіналістка (9-е місце) у бігу на 1500 метрів на чемпіонаті світу серед юніорів (1990).
Фіналістка (4-е місце) чемпіонату Європи з бігу на 5000 метрів (2002).
Фінішувала 6-ю у бігу на 3000 метрів на чемпіонаті Європи в приміщенні (2000). Була 8-ю у цій дисципліні на іншому чемпіонаті Європи в приміщенні (1998).
Переможниця Кубків Європи з бігу на 3000 метрів (1998, 2002, 2003). Була 2-ю на Кубку Європи з бігу на 1500 метрів (2001). Фінішувала 3-ю на Кубку Європи з бігу на 3000 метрів (1999).
Дворазова бронзова призерка чемпіонатів Європи серед юніорів з бігу на 1500 метрів (1989, 1991).
Чемпіонка Росії з бігу на 5000 метрів (1999). Срібна призерка чемпіонатів Росії з бігу на 1500 метрів (2005) та 5000 метрів (1997, 2000). Бронзова призерка чемпіонату Росії з бігу на 1500 метрів (2006).
Чемпіонка Росії в приміщенні з бігу на 3000 метрів (1997, 1999, 2001). Срібна призерка чемпіонатів Росії в приміщенні з бігу на 3000 метрів (1998) та 2000 метрів з перешкодами (1996).
Ексрекордсменка Європи з бігу на 5000 метрів — 14.29,32 (2001).

## Визнання
- Заслужений майстер спорту Росії (2001)

## Допінг
Вперше Єгорова опинилася в центрі допінгового скандалу у 2001 році. Перед чемпіонатом світу в Едмонтоні в її крові було виявлено штучно підвищений рівень еритропоетину — забороненої речовини, що підвищує витривалість. Незважаючи на позитивний тест, вона уникла дискваліфікації через процедурні порушення при заборі проб, що викликало хвилю критики з боку спортсменів і ЗМІ. Цей випадок став одним із перших гучних допінг-інцидентів у російській легкій атлетиці початку 2000-х.
У 2008 році вона знову опинилася в центрі скандалу — цього разу за підміну допінг-проб. У липні того року її тимчасово відсторонили разом із групою інших російських легкоатлеток. У жовтні 2008 року Єгорову офіційно дискваліфікували на 2 роки за порушення антидопінгових правил.